# Powidła radziszewskie
Powidła radziszewskie – odmiana powideł, regionalny produkt spożywczy (przetwór owocowy), charakterystyczny dla powiatu gryfińskiego. 27 sierpnia 2018 wpisany na polską listę produktów tradycyjnych.

## Historia i produkcja
Przed 1939 wsie graniczące ze Szczecinem stanowiły naturalne zaplecze rolnicze dla mieszkańców miasta. Na rynek lokalny dostarczano m.in. różnego rodzaju przetwory owocowe. Powstały duże ogrodnictwa i szklarnie. Tradycje sadownicze, w tym uprawa śliwy, kontynuowane były również po 1945. Początkowo w przetwórstwie używano owoców z sadów poniemieckich, jednak z czasem wprowadzono nowe odmiany, bardziej odporne na szkodniki i warunki atmosferyczne. Obecnie powidła radziszewskie wytwarzane są zarówno z odmian poniemieckich, jak i nowszych. Producentami są rolnicy indywidualni z Radziszewa i innych wsi powiatu gryfińskiego.

## Charakterystyka produktu
Powidła mają formę gęstej, fioletowej lub ciemnofiloetowej masy, z wyczuwalnymi fragmentami miąższu śliwkowego oferowanego najczęściej w słoikach o pojemności około 300 mililitrów. Konfekcjonowane są również w innych naczyniach, w tym np. glinianych, czy kamionkowych. Smak jest słodki z lekkim kwaskowatym posmakiem. Wyczuwa się aromat dojrzałych śliwek.